# Focus (Fahrradmarke)

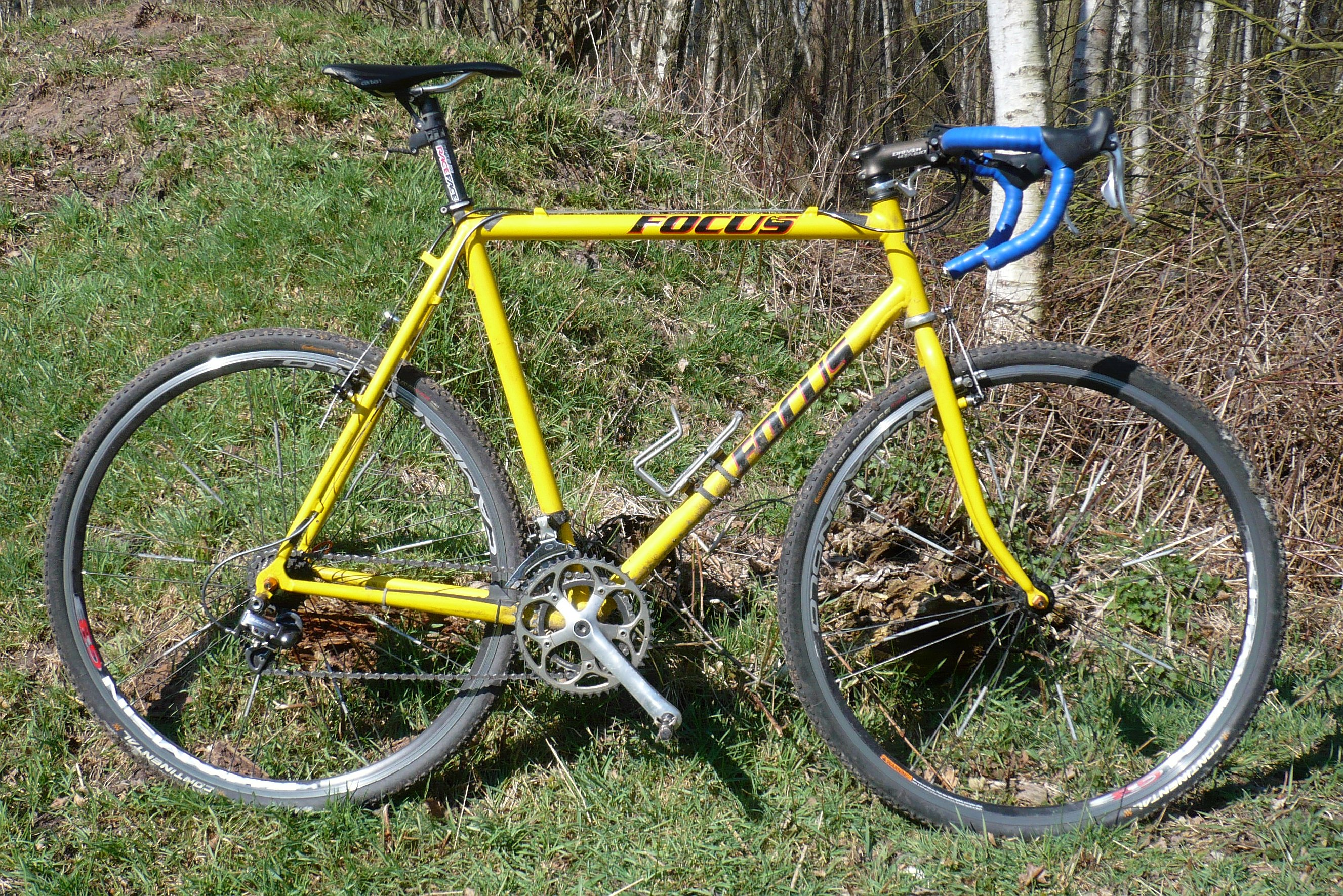
Focus-Cyclocrossrad der ersten Generation (2002)

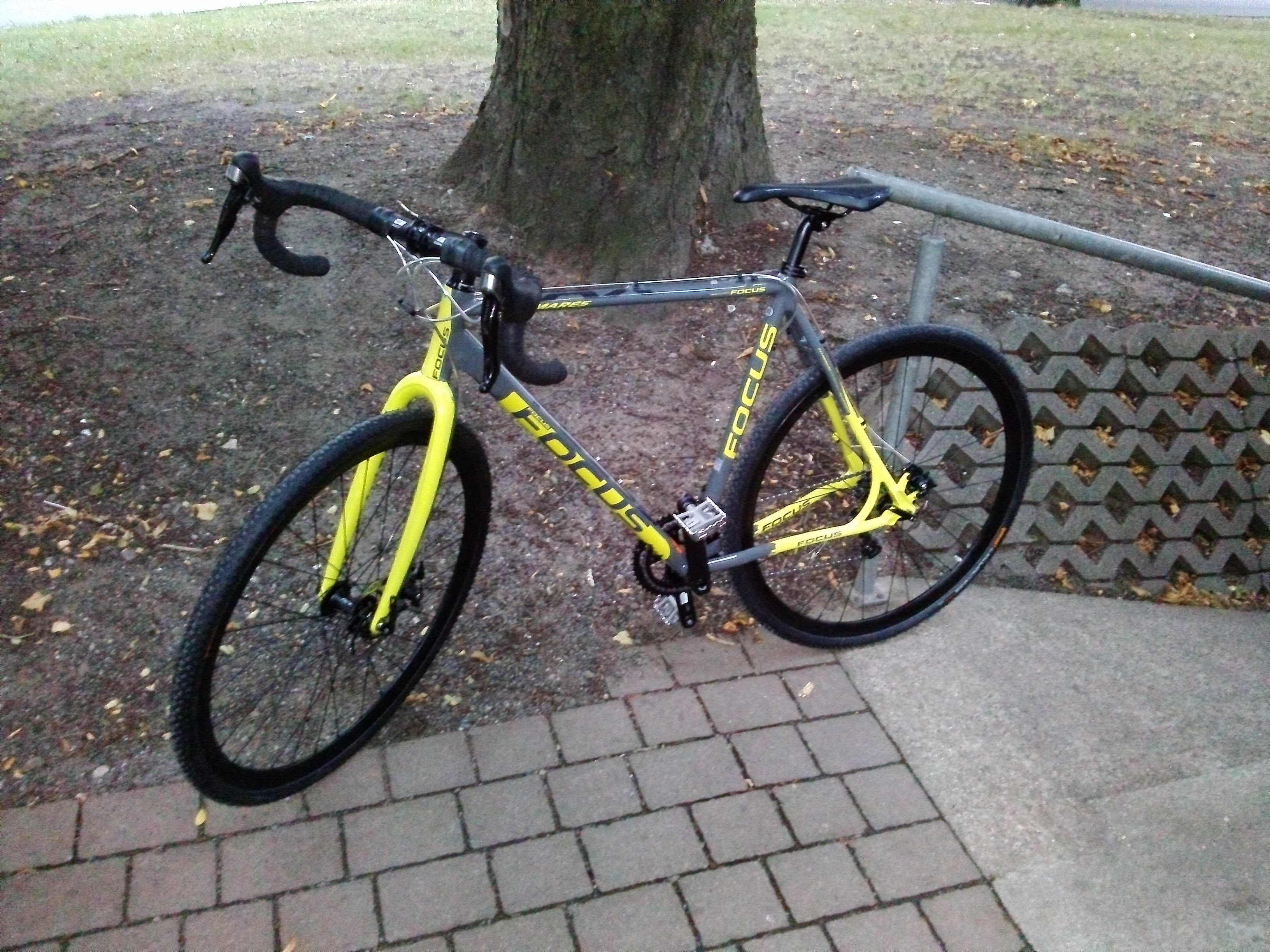
Focus-Cyclocrossrad des Baujahres 2013

Focus (Eigenschreibweise: FOCUS) ist eine Marke für Fahrräder und E-Bikes der Kalkhoff Werke unter dem Dach der Focus & Kalkhoff Holding, dem größten Fahrradhersteller in Deutschland, der zum niedreländischen Pon-Konzern gehört.

## Geschichte
Focus wurde erstmals 1993 als Premiummarke zunächst für sportliche Mountainbikes vorgestellt. Mithilfe des dreimaligen Weltmeisters im Cyclocross Mike Kluge entstand von 1993 an nach und nach eine breite Palette von Mountainbikes, 1995 kamen Trekkingräder hinzu. 1998 trat an Kluges Stelle der zweifache deutsche Cyclocrossmeister Jörg Arenz, der als Produktmanager 2003 das Segment der Straßenrennräder einführte. 1999 verkaufte Kluge Focus an DerbyCycle. 2008 folgte in Zusammenarbeit mit Andy Walser die Entwicklung eines ersten Zeitfahrrades und damit die Verstärkung im Segment der Triathlonräder. Die Fahrräder werden in Stuttgart entwickelt und in Cloppenburg und Emstek in der 2022 neu eröffneten Produktionsstätte zusammengebaut. Seit Juli 2023 ist Focus nicht mehr nur als Marke, sondern wieder als eigenständiges Unternehmen aktiv: FOCUS Bikes GmbH. 

## Sponsoring
2009 war Focus offizieller Ausstatter des UCI ProTeams Milram, 2010 folgte das Sponsoring bei den UCI-Continental-Mannschaften Van Viet, Jelly Belly Cycling und Team NetApp sowie 2012 beim Team Wibatech-Brzeg. Bereits 2011 stattete Focus das UCI ProTeam Katjuscha aus. Von 2013 stellt es seine Fahrräder dem UCI ProTeam Ag2r La Mondiale bis einschließlich 2016 zur Verfügung.
Innerhalb des Cyclocross war die Marke des Weiteren Sponsor der Mannschaft Team Rapha-Focus.

## Räder
Focus baut Mountainbikes, Rennräder, Trekkingräder, E-Bikes und Cyclocross-Räder. Im E-Bike Sortiment baut Focus E-Mountainbikes und E-Trekkingbikes.